# Нуево Арканхель
Естадіо Ель Арканхель (ісп. Estadio El Arcángel) — муніципальний багатофункціональний стадіон у Кордові, Іспанія. Він експлуатується футбольним клубом «Кордова» як домашній стадіон на умовах 50-річної оренди.

## Історія
Після знесення старого стадіону «Ель Арканхель», розташованого приблизно за 500 метрів від нинішнього місця розташування, де футбольний клуб «Кордова» грав протягом 39 років, у тому числі 8 сезонів у Першому дивізіоні, у 1993 році був побудований новий стадіон з тією ж назвою «Ель Арканхель». Він мав легкоатлетичні доріжки та вміщував 15 500 глядачів.
З 2004 року стадіон зазнав реконструкції з метою перетворення його на суто футбольний стадіон. Три з чотирьох сторін стадіону були знесені, а поле перенесено ближче до західної трибуни, усунувши розрив з попередньою легкоатлетичною доріжкою. Інші три сторони були перебудовані, починаючи зі східної трибуни, яка перетворилася на двоярусну споруду з великою восьмиповерховою офісною будівлею за нею, що станом на 2017 рік залишається недобудованою і порожньою. Згодом було перебудовано північну, а потім і південну трибуни, також двоярусні, хоча висота другого ярусу була набагато меншою, ніж у східної трибуни.
Станом на 2017 рік невідомо, чи буде відновлена оригінальна західна трибуна.
25 квітня 2001 року він приймав збірну Іспанії з футболу, яка здобула перемогу над Японією з рахунком 1 — 0.

## Галерея

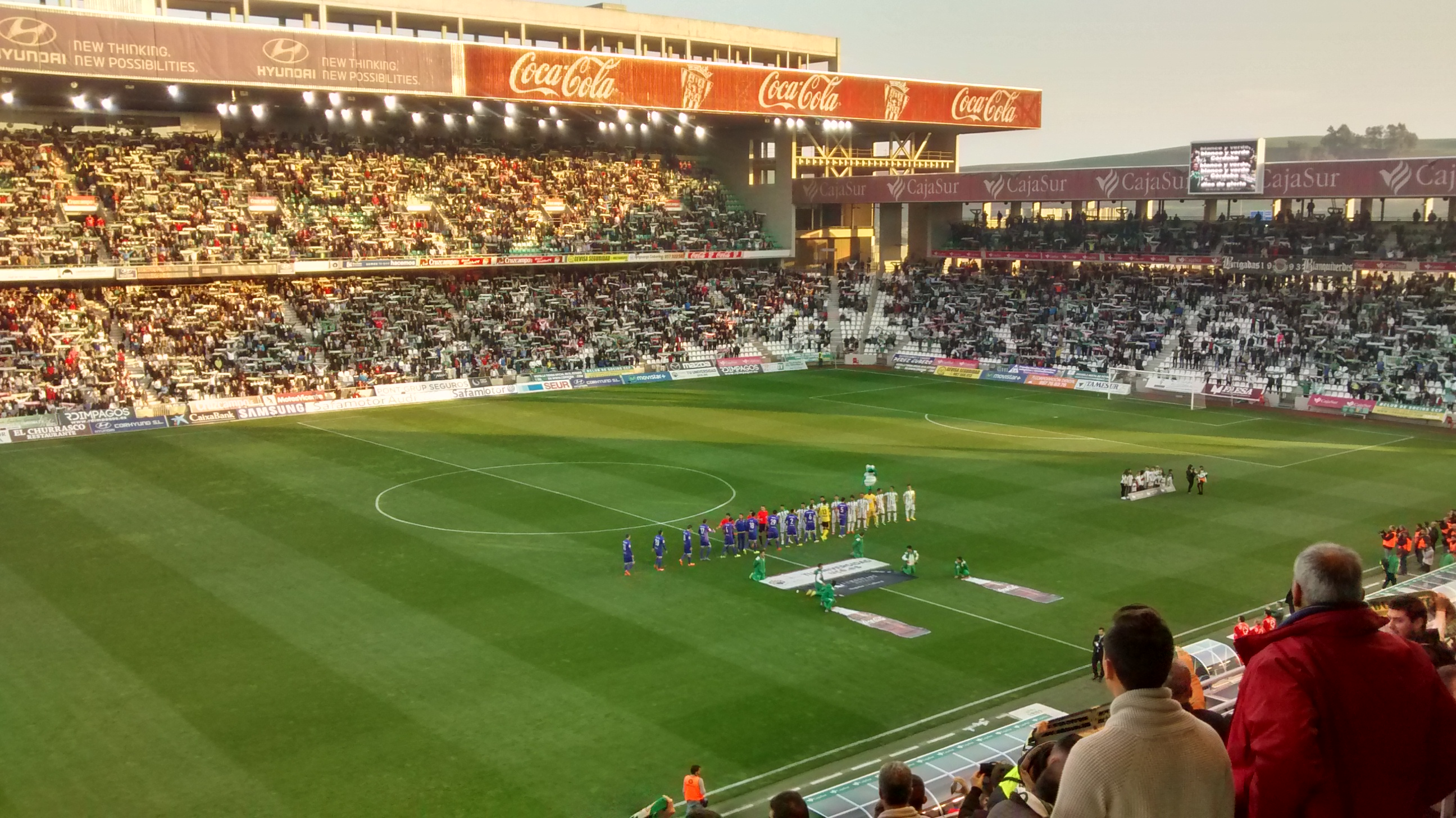
Внутрішній вигляд
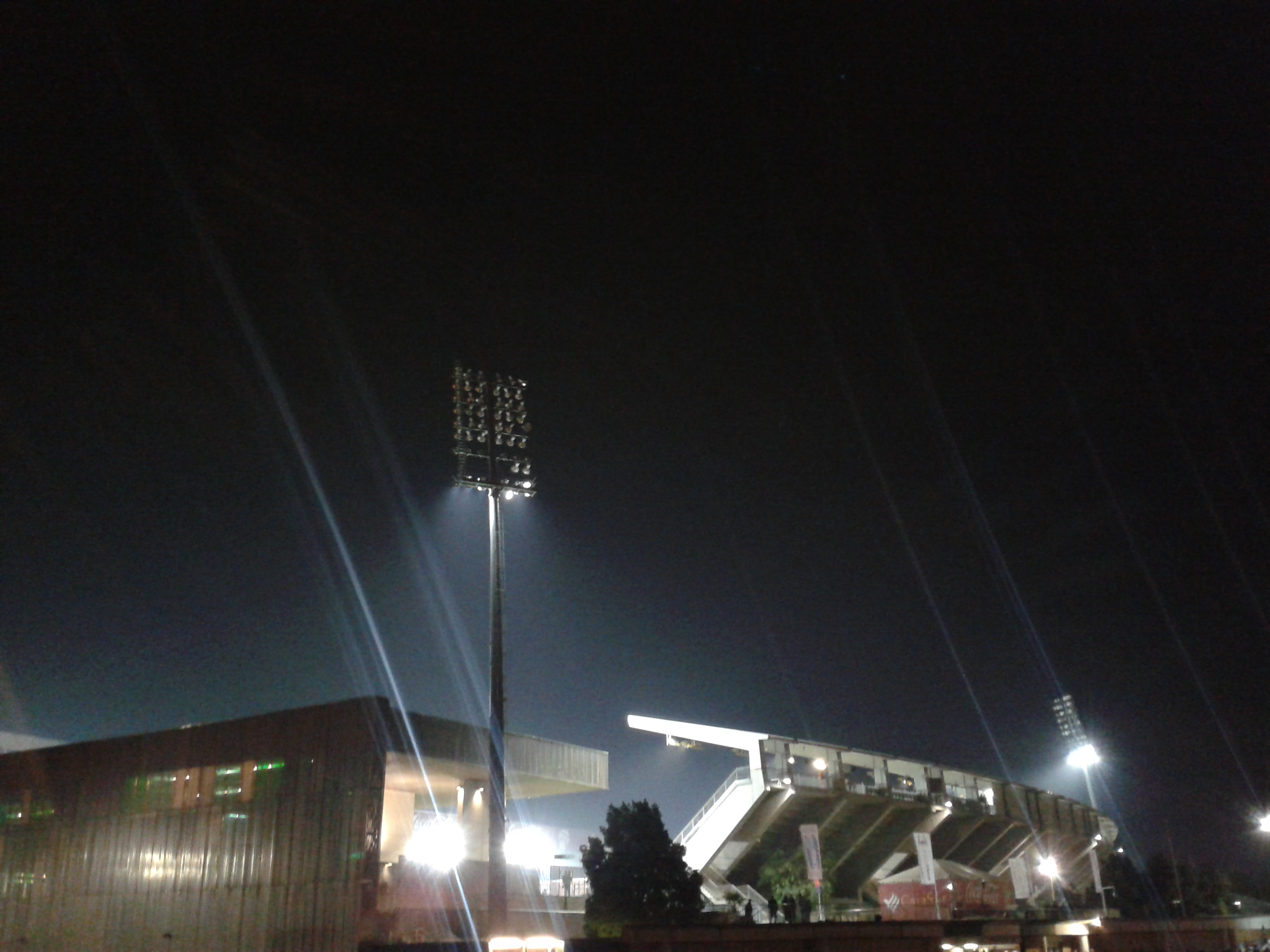
Зовнішній вигляд
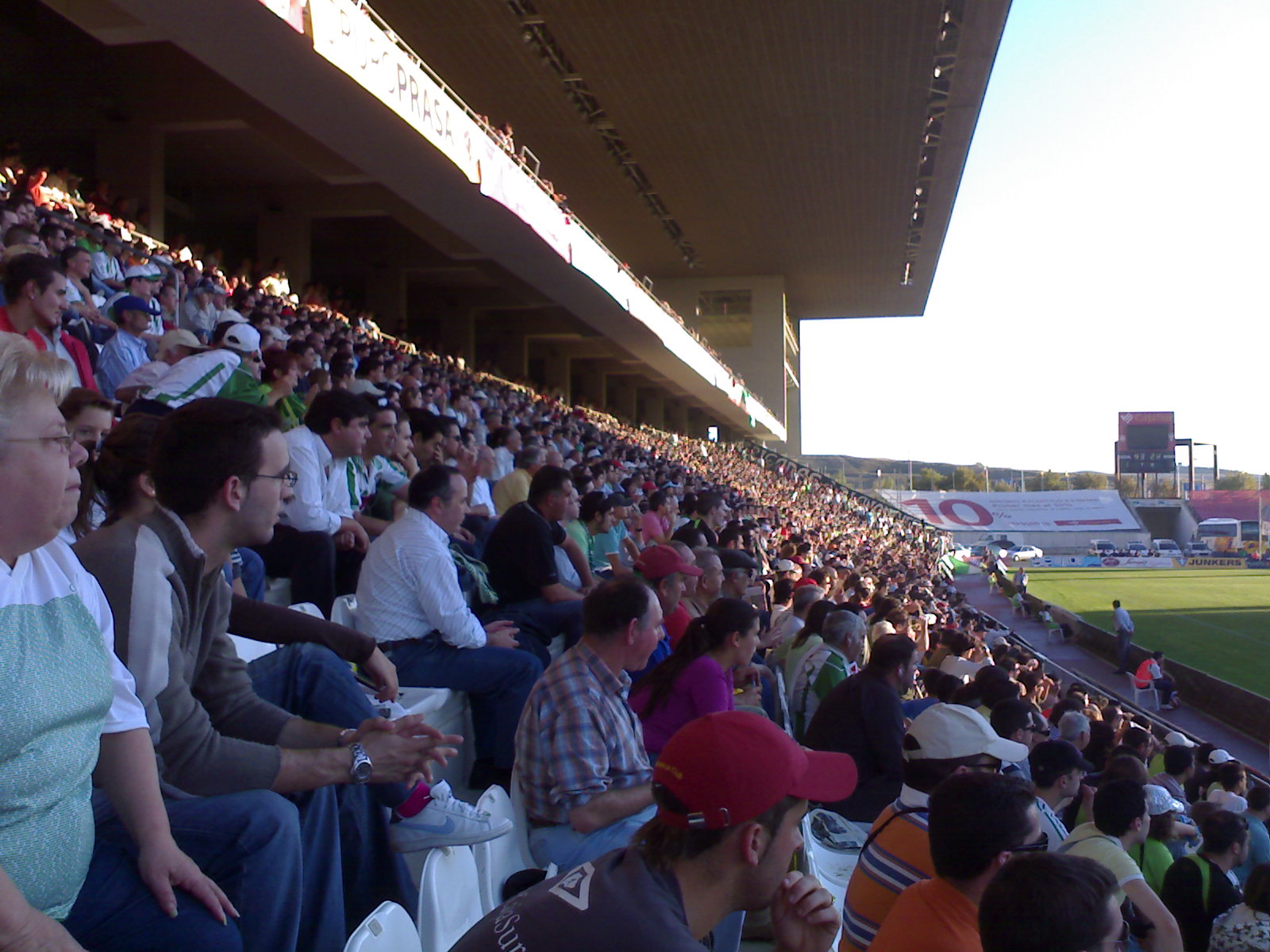
Вид на трибуну з глядачами
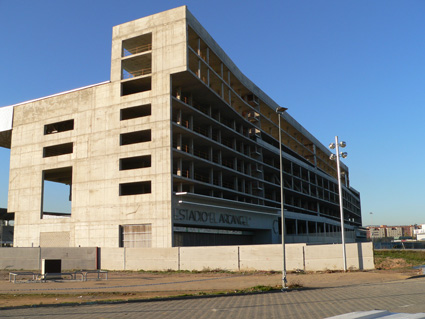
Зовнішній вигляд